# Мануэль-Бенавидес (муниципалитет)
Мануэль-Бенавидес (исп. Manuel Benavides) — муниципалитет в Мексике, штат Чиуауа с административным центром в одноимённом посёлке. Численность населения, по данным переписи 2010 года, составила 1601 человек.

## Общие сведения
Название Manuel Benavides дано в честь родившегося здесь мексиканского революционера Мануэля Бенавидеса.
Площадь муниципалитета равна 5025 км², что составляет 2,03 % от общей площади штата, а наивысшая точка — 1620 метров, расположена в поселении Эль-Пиналь.
Он граничит с другими муниципалитетами штата Чиуауа: на юге с Камарго, на западе с Охинагой, на востоке с другим штатом Мексики — Коауилой, а также на севере проходит государственная граница с США.

## Учреждение и состав
Муниципалитет был образован 1 декабря 1937 года, в его состав входит 70 населённых пунктов, самые крупные из которых:
| Код INEGI | Населённый пункт                                                                    | Численность населения (2005 год) | Численность населения (2010 год) |
| --------- | ----------------------------------------------------------------------------------- | -------------------------------- | -------------------------------- |
| 042       | Всего                                                                               | 1600                             | 1601                             |
| 0001      | Мануэль-Бенавидес (исп. Manuel Benavides) 29°06′26″ с. ш. 103°54′23″ з. д.          | 877                              | 916                              |
| 0006      | Аламос-де-Сан-Антонио (исп. Álamos de San Antonio) 28°56′09″ с. ш. 103°49′27″ з. д. | 117                              | 131                              |
| 0043      | Пасо-де-Сан-Антонио (исп. Paso de San Antonio) 29°00′44″ с. ш. 103°45′44″ з. д.     | 87                               | 81                               |
| 0107      | Нуэво-Лахитас (исп. Nuevo Lajitas) 29°08′34″ с. ш. 103°46′06″ з. д.                 | 72                               | 65                               |
| 0131      | Эскобильяс-де-Абахо (исп. Escobillas de Abajo) 28°48′45″ с. ш. 104°06′40″ з. д.     | 28                               | 46                               |

## Экономика
По статистическим данным 2000 года, работоспособное население занято по секторам экономики в следующих пропорциях: сельское хозяйство, скотоводство и рыбная ловля — 52,6 %, промышленность и строительство — 12,7 %, сфера обслуживания и туризма — 30,3 %, прочее — 4,4 %.

## Инфраструктура
По статистическим данным 2010 года, инфраструктура развита следующим образом:
- электрификация: 92,7 %;
- водоснабжение: 87,9 %;
- водоотведение: 89,7 %.

## Фотографии

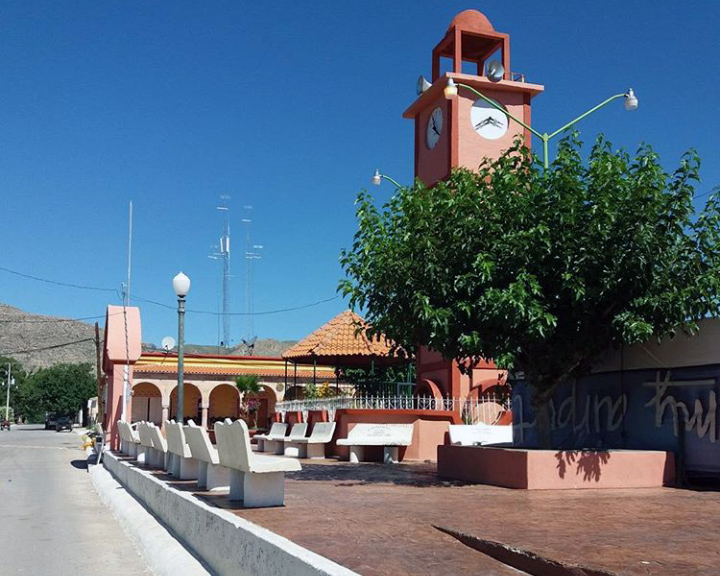
Центр административного центра
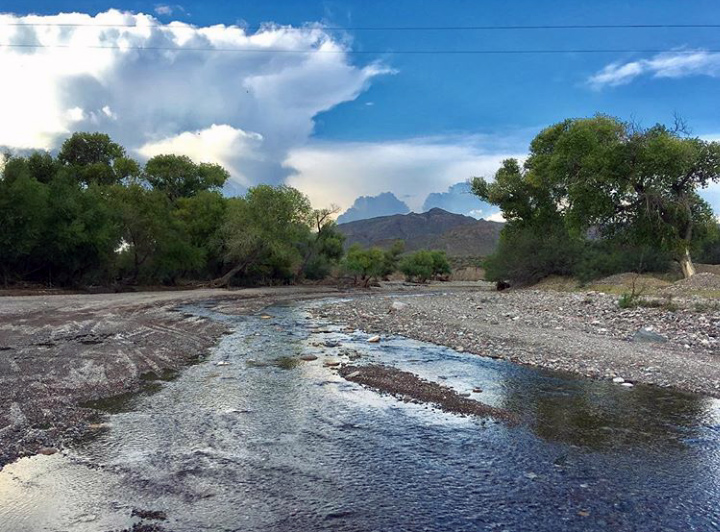
Река Эль-Пьелаго вблизи деревни Нуэво-Лахитас